# Sigifredo Mercado
Sigifredo Mercado Sáenz (21 de desembre de 1968) és un exfutbolista mexicà.

## Selecció de Mèxic
Va formar part de l'equip mexicà a la Copa del Món de 2002.